# Щекавицкое кладбище

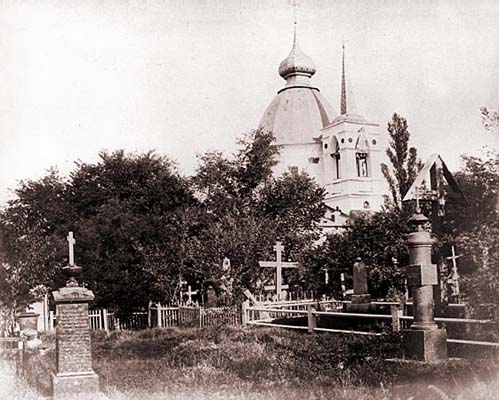
Щекавицкое кладбище, ХХ ст.

Щекавицкое кладбище — некрополь в Киеве на горе Щекавица. Последнее кладбище существовало здесь с 1772 по 1950-е годы. Располагался у современной улицы Олеговской. Изначально, до рубежа 11-12 века здесь было первое документально зафиксированное еврейское кладбище Киева.
Последнее Щекавицкое кладбище было основано в 1772 году на Щекавице для захоронения жителей Подола. В 1782 году здесь построили кладбищенскую церковь Всех святых, вокруг которой хоронили выдающихся деятелей магистрата. На Щекавице покоились композитор Артемий Ведель, архитекторы Андрей Меленский и Михаил Иконников, историки Петр Лебединцев, Владимир Иконников.
В 1900 году Городская управа приняла решение закрыть кладбище. Единичные захоронения продолжались до 1928 года. После этого кладбище медленно разрушалось, часть его была позже занята военным объектом, а церковь снесена. Сейчас от захоронений не осталось почти ничего, над местом кладбища возвышается металлическая радиовышка. На отдельных участках с западной стороны, между улицей Лукьяновской и склоном горы, сохранилась значительная часть могил Щекавицкого старообрядческого и мусульманского кладбищ. В 2000 году у мусульманского кладбища открыта мечеть Ар-Рахма.